# Christian Hansen (företagsledare)
Christian Rudolph Hansen, född 27 juli 1889 i Helsingör, död 15 januari 1948 i Finnboda, Nacka församling, var en dansk-svensk företagsledare.
Christian Hansen utexaminerades från Danmarks skeppsbyggnadsteknikum i Helsingör 1909, studerade vid Armstrong College i Newcastle 1914–1915, var varvsingenjör i Storbritannien och Danmark 1916–1936, då han blev VD för Finnboda Varv, i vilken befattning han kvarstod till sin död. Under Hansens ledning utvecklades Finnboda varv till ett betydande varvsföretag.